# Justo Nguema Nchama
Justo Nguema Nchama, meglio noto come Papu (Mongomo, 3 dicembre 1988), è un ex calciatore equatoguineano, di ruolo centrocampista.

## Nazionale
Esordisce con la Guinea Equatoriale l'11 ottobre 2008 nella partita persa 1-0 contro il Sudafrica.